# Umělé hedvábí

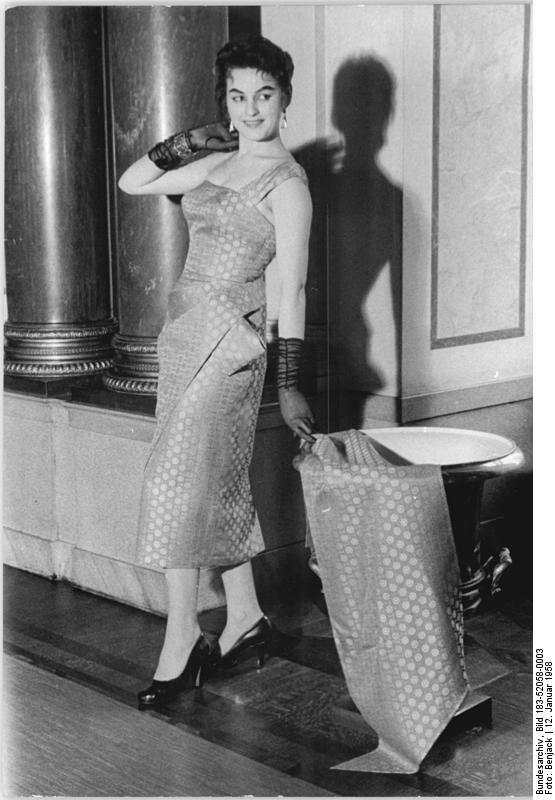
Šaty z “ umělého hedvábí” (NDR v roce 1958)

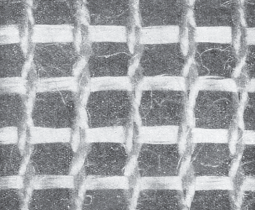
Bavlněná gaza s útkem z „umělého hedvábí“ (asi z roku 1915)

Umělé hedvábí (angl.: artificial silk, něm.: Kunstseide) je historické souhrnné označení pro filamenty vyrobené z viskózy, z acetátové nebo z měďnaté vlákniny.
Vlákna byla vyrobena z polymerních roztoků technologií mokrého zvlákňování z velké části jako imitace přírodního hedvábí, se kterým měla optickou podobnost. 
První průmyslově vyráběné umělé hedvábí vynalezl Francouz Chardonnet v roce 1884. V první polovině 20. století se vyráběly příze, především viskózové, v poměrně značném množství (např. v roce 1938 téměř 1/5 zpracovaného množství bavlny) , s příchodem polyamidových a polyesterových vláken však ztratily na významu.  V 21. století se výše uvedené druhy vláken ještě vyrábí, ale označení umělé hedvábí se pro ně používá jen zcela ojediněle. 